# Eric Hänni
Eric Hänni, född 19 december 1938 i Delémont i Jura, död 25 december 2024, var en schweizisk judoutövare.
Hänni blev olympisk silvermedaljör i lättvikt i judo vid sommarspelen 1964 i Tokyo.